# ジェノヴァ＝セストリ空港
ジェノヴァ＝セストリ空港(イタリア語: Aeroporto di Genova-Sestri, (IATA: GOA, ICAO: LIMJ))は、イタリア・ジェノヴァにある空港。探検家クリストファー・コロンブスの名を冠してクリストフォロ・コロンボ空港とも称する。
ジェノヴァの中心部より西へ7.4kmに位置する。2013年の利用客は、約130万人。

## 就航会社と就航地
| 航空会社                     | 就航地                           |
| ---------------------------- | -------------------------------- |
| エールフランス               | パリ・シャルル・ド・ゴール       |
| アリタリア-イタリア航空      | ローマ・フィウミチーノ、オルビア |
| ブリティッシュ・エアウェイズ | ロンドン・ガトウィック           |
| ルフトハンザ・リージョナル   | ミュンヘン、フランクフルト       |
| ライアンエアー               | バーリ、ロンドン・スタンステッド |
| s7航空                       | モスクワ・ドモジェドヴォ         |
| ボロテア                     | カターニア、ナポリ、パレルモ     |